# Tashkent Open 1998 - Qualificazioni doppio
Le qualificazioni del doppio  del Tashkent Open 1998 sono state un torneo di tennis preliminare per accedere alla fase finale della manifestazione. I vincitori dell'ultimo turno sono entrati di diritto nel tabellone principale. In caso di ritiro di uno o più giocatori aventi diritto a questi sono subentrati i lucky loser, ossia i giocatori che hanno perso nell'ultimo turno ma che avevano una classifica più alta rispetto agli altri partecipanti che avevano comunque perso nel turno finale.
Le qualificazioni del doppio del torneo Tashkent Open 1998 prevedevano 4 coppie partecipanti di cui una è entrata nel tabellone principale.

## Teste di serie
1. Anton Ivanov /  Dmitri Mazur (primo turno)

1. Abdul-Hamid Makhkamov /  Konstantin Zinchenko (Qualificati)

## Qualificati
1. Abdul-Hamid Makhkamov  /   Konstantin Zinchenko

## Tabellone

### Legenda
| - Q = Qualificato - WC = Wild card - LL = Lucky loser | - ALT = Alternate - SE = Special Exempt - PR = Protected Ranking | - w/o = Walkover - r = Ritirato - d = Squalificato |

|  | Primo turno | Primo turno                                | Primo turno                                | Primo turno | Primo turno |  |  | Ultimo turno | Ultimo turno                               | Ultimo turno                               | Ultimo turno | Ultimo turno |  |
|  |             |                                            |                                            |             |             |  |  |              |                                            |                                            |              |              |  |
|  |             | Timur Khankodjaev Anton Kokurin            | Timur Khankodjaev Anton Kokurin            | 6           | 7           |  |  |              |                                            |                                            |              |              |  |
|  | 1           | Anton Ivanov Dmitri Mazur                  | Anton Ivanov Dmitri Mazur                  | 3           | 5           |  |  |              | Timur Khankodjaev Anton Kokurin            | Timur Khankodjaev Anton Kokurin            | 6            | 3            |  |
|  | 2           | Abdul-Hamid Makhkamov Konstantin Zinchenko | Abdul-Hamid Makhkamov Konstantin Zinchenko | 6           | 6           |  |  | 2            | Abdul-Hamid Makhkamov Konstantin Zinchenko | Abdul-Hamid Makhkamov Konstantin Zinchenko | 7            | 6            |  |
|  |             | Malte Commandeur Martin Sinner             | Malte Commandeur Martin Sinner             | 4           | 4           |  |  |              |                                            |                                            |              |              |  |